# يعقوب حياتي
الدكتور يعقوب محمد علي حسن حياتى (1947 - 4 يناير 2020) ، نائب سابق في مجلس الامة الكويتي ، شارك في انتخابات مجلس الأمة الكويتي عام 1985 وفاز بالعضوية عن الدائرة الاولي - الشرق - وحصل علي (456) صوت وحصل علي المركز الثاني، كما شارك في انتخابات مجلس الأمة الكويتي عام 1992 وفاز بالعضوية عن الدائرة الاولي - الشرق - وحصل علي (643) صوت وحصل علي المركز الثاني.

## السيرة الذاتية
ولد في الكويت عام 1947 ومارس مهنة التدريس أستاذًا في جامعة الكويت مدة 7 سنوات، وهو خريج جامعة الكويت من كلية الحقوق، وحاصل على دبلوم في القانون الخاص والقانون الجنائي في جامعة القاهرة ودرجة الدكتوراه عام 1977 في كلية الحقوق بجامعة الإسكندرية.

## مساهماته التشريعية
- قانون رقم 64 لسنه 1986 في شأن إنشاء الهيئة الخيرية الإسلامية العالمية.
- قانون رقم 60 لسنة 1986 في شأن التخطيط الاقتصادي والاجتماعي.
- قانون رقم 34 لسنة 1985 بتعديل الفقرة الأولى من المادة الثانية من القانون رقم 49 لسنه 1982 في شأن زيادة مرتبات الموظفين المدنيين والعسكريين وزيادة المعاشات للمتقاعدين وتعديل بعض أحكام قانون ونظام الخدمة المدنية.
- قانون رقم 35 لسنة 1985 في شأن جرائم المفرقعات.
- قانون رقم 61 لسنة 1986 بتعديل بعض أحكام القانون رقم 15 لسنة 1974 بإنشاء الهيئة العامة للإسكان.
- قانون رقم 26 لسنة 1995 بشأن المناطق الحرة.
- قانون رقم 41 لسنة 1993 في شأن شراء الدولة بعض المديونيات وكيفية تحصيلها.
- قانون رقم 21 لسنة 1995 بإنشاء الهيئة العامة للبيئة.
- قانون رقم 43 لسنه 1993 في شأن إعفاء المواطنين من أقساط السيارات الخاصة.
- قانون رقم 79 لسنة 1995 في شأن الرسوم والتكاليف المالية مقابل الانتفاع بالمرافق والخدمات العامة.
- قانون رقم 103 لسنه 1994 بتعديل المادة (8) من القانون رقم (1) لسنة 1993 بشأن حماية الأموال العامة.
- قانون رقم 104 لسنة 1994 بتعديل بعض أحكام قانون التأمينات الاجتماعية.
- قانون رقم 14 لسنة 1994 بتعديل بعض أحكام القانون رقم 24 لسنة 1962 م في شأن الأندية وجمعيات النفع العام.
- قانون رقم 49 لسنة 1994 بتعديل بعض أحكام القانون رقم 11 لسنة 1965 في شأن التعليم الإلزامي.
- قانون رقم 107 لسنة 1994 في شأن تعديل المادة 4 من القانون رقم 63 لسنة 1982 م بإنشاء الهيئة العامة للتعليم التطبيقي والتدريب.
- قانون رقم 47 لسنة 1993 في شأن الرعاية السكنية.
- قانون رقم 8 لسنة 1996 تعديل القانون رقم 1 لسنة 1993 بشأن حماية الأموال العامة.
- قانون رقم 56 لسنة 1996 في شأن إصدار قانون الصناعة.
- قانون رقم 49 لسنة 1996 بشأن رعاية المعاقين.
- قانون رقم 4 لسنة 1996 بإنشاء فصول خاصة للطلبة بطيئي التعلم.
- قانون رقم 28 لسنة 1996 في شأن تنظيم مهنة الصيدلة وتداول الأدوية.
- قانون رقم 26 لسنة 1996 بتأسيس شركات لخدمات الاتصالات اللاسلكية.
- قانون رقم 24 لسنة 1996 بشأن تنظيم التعليم العالي في جامعة الكويت والهيئة العامة للتعليم التطبيقي والتدريب والتعليم في المدارس الخاصة - منع الاختلاط.
- قانون رقم 27 لسنة 1996 بتعديل بعض أحكام القانون رقم (27) لسنة 1995 في شأن إسهام نشاط القطاع الخاص في تعمير الأراضي المملوكة للدولة لأغراض الرعاية السكنية.
- قانون رقم 5 لسنة 1996 بتعديل الجدول المرافق للمرسوم بالقانون رقم 99 لسنة 1980 بإعادة تحديد الدوائر الانتخابية لعضويه مجلس الأمة .
- قانون رقم 31 لسنة 1995 في شأن الإعفاء من القروض العقارية المقدمة من بيت التمويل الكويتي للمواطنين لأغراض السكن الخاص.
- قانون رقم 9 لسنة 1995 بتعديل المادة 32 من القانون رقم 47 لسنة 1993 في شأن الرعاية السكنية (إصدار وثيقة التملك باسم الزوج الآخر في حالة وفاة أي من الزوجين).
- قانون رقم 30 لسنة 1995 بتعديل بعض أحكام القانون رقم 38 لسنة 1964 في شأن العمل في القطاع الأهلي.
- قانون رقم 20 لسنة 1995 بتعويض من تضررت مساكنهم الخاصة من جراء الغزو العراقي للكويت.